# Grünstirnspint
Der Grünstirnspint (Merops bulocki, Syn.: Melittophagus bulocki) ist eine in Äquatorialafrika beheimatete Vogelart aus der Familie der Bienenfresser. Ein anderer Name für diese Art ist Rotkehlspint. Die auffällig gefärbten Vögel sind sehr gesellig und brüten in Kolonien, die an den Ufern trockengefallener Flüsse errichtet werden. Die Art gilt als häufig und in ihrem Fortbestand als nicht gefährdet.

## Merkmale
Der Grünstirnspint erreicht eine Größe von etwa 20 bis 22 cm, das Gewicht liegt zwischen 21 und 28 g. Auffälligstes Merkmal der Art ist ihr ausgesprochen farbenfrohes Gefieder. Dieses zeigt an der Oberseite der Flügel ein verwaschenes Grün, das sich über Rücken, Bürzel und Oberschwanzdecken fortsetzt. Nur im Flug und bei ausgebreiteten Flügeln wird eine recht breite, schwarze Ränderung der Arm- und Handschwingen sichtbar. Die Unterseite der Flügel ist hingegen einheitlich in einem blassen Gelbbraun gefärbt. Im Nacken und an den Schulterfedern werden die Grüntöne langsam von einem warmen, bräunlichen Gelb abgelöst. Kopf, Haube und Stirn sind wiederum grünlich gefärbt, das jedoch etwas dunkler ausfällt als am Rücken. Im Gesicht zeigt sich ein breiter Augenstreif, der sich bis zu den Ohrdecken fortsetzt. Im Brust- und Bauchbereich findet sich die gelbliche Färbung des Nackens wieder, während Kehle und Kinn scharlachrot gefärbt sind. Dieser rote Fleck kann in den meisten Fällen zur eindeutigen Unterscheidung der Art herangezogen werden, fehlt jedoch bei einem kleinen Teil der im nördlichen Nigeria beheimateten Population. Stattdessen ist die Kehle dieser Vögel in etwas hellerem Gelb als deren Brust und Bauch gefärbt. Als diagnostisches Merkmal aller Grünstirnspinte können jedoch leicht sichtbare, ultramarinblaue Unterschwanzdecken und Unterschenkel dienen. Der Schwanz wirkt im Verhältnis zum Körper recht lang, die äußeren Steuerfedern sind allerdings, anders als bei einigen ähnlichen Arten, nicht verlängert. Seine Färbung kann leicht grünlich sein, wirkt jedoch besonders in aufgefächerter Haltung eher Ockergelb. Die unbefiederten Teile der dünnen Beine sind gräulich gefärbt, der kräftige und vergleichsweise lange Schnabel ist dunkler und eher schwärzlich. Bei der Art liegt kein erkennbarer Sexualdimorphismus vor.

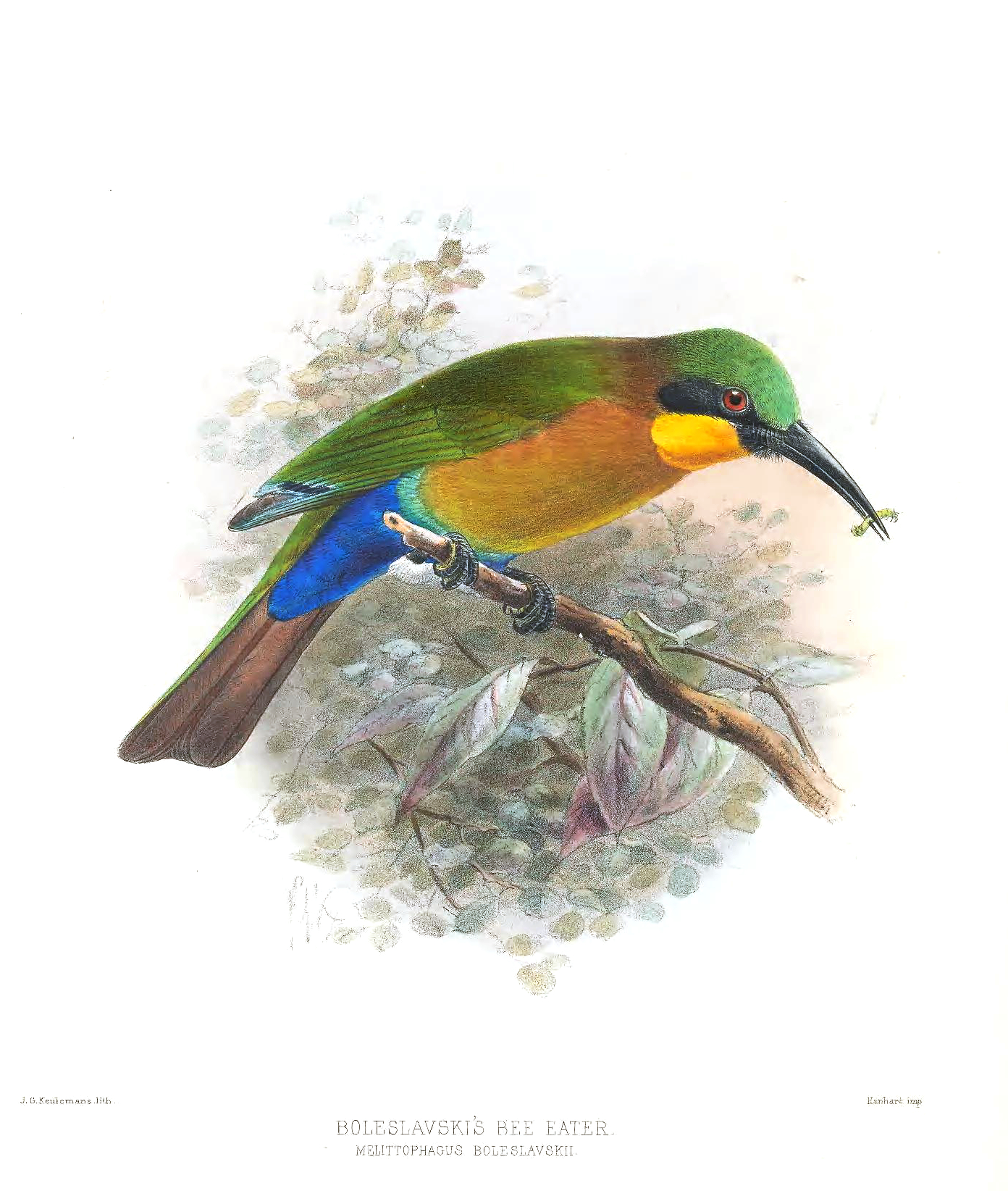
Zeichnung eines Grünstirnspints aus Nigeria ohne den sonst typischen, roten Kehlbereich (John Gerrard Keulemans, 1886)

Das Jugendkleid ähnelt schon sehr dem Gefieder der Adulten, die roten und blauen Anteile des Gefieders sind jedoch noch deutlich weniger kräftig ausgeprägt. Darüber hinaus findet sich bei jüngeren Exemplaren ein breiter, grüner Wangenstreif.

## Habitat und Lebensweise

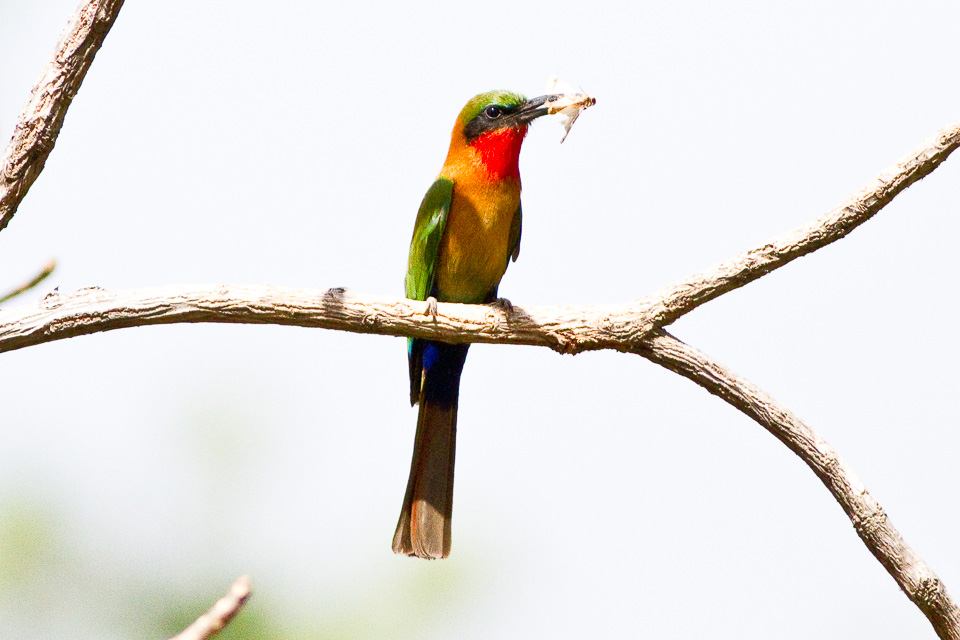
Grünstirnspint mit Beute nach erfolgreicher Jagd auf seiner Sitzwarte

Der Grünstirnspint bewohnt offene Lebensräume wie baumbestandene Savannen und Buschland, aber auch durch menschliche Einflussnahme geprägte Landschaftsformen wie Gärten, Parks oder die Ränder von Feldern. Zwingend notwendig für das Vorhandensein der Art sind zwei bis fünf Meter hohe Klippenformationen aus Laterit oder verhärtetem Sand, in die die Vögel ihre Brutkolonien bauen können. In der Regel finden sich diese an saisonal trockenfallenden Wasserläufen mit stark erodierten Ufern, wie sie in der Region nicht selten vorkommen. Grünstirnspinte sind sehr gesellige Vögel, die fast immer in Paaren oder Gruppen angetroffen werden können. An Ruheplätzen findet man die Vögel häufig dicht nebeneinander sitzend vor. Häufig handelt es sich hierbei um Familienverbände, deren Leben sich in einem relativen kleinen Umkreis um die Brutkolonie herum abspielt. Jeder Trupp hat ein eigenes, festes Jagdrevier, das sich bis zu zwei Kilometer vom Brutplatz entfernt befinden kann und aktiv gegen andere Familiengruppen verteidigt wird. Als Nahrung dienen verschiedenste, zumeist fliegende Insekten, wie etwa Fliegen, Libellen, Motten oder Schmetterlinge. Je nach saisonaler Verfügbarkeit werden bevorzugt Honigbienen erbeutet. Die Jagd startet von einer Sitzwarte, etwa zwei bis fünf Meter über dem Erdboden. Wurde ein potenzielles Beutetier gesichtet, starten die Vögel mit einer schnellen Bewegung und fangen die Beute mit dem Schnabel. Anschließend kehren sie zunächst zur Sitzwarte zurück, wo das Beutetier vor dem Verzehr gegen einen Ast geschlagen und damit getötet wird. Bei giftiger Beute, wie etwa den Honigbienen, wird deren Stachel zunächst durch Drücken und Reiben gegen den Ast entfernt. Einige Vögel zeigen darüber hinaus während der Brutzeit ein kleptoparasitisches Verhalten, indem sie an der Brutkolonie auf zur Fütterung der Jungen oder des Partners zurückkehrende Artgenossen warten und diesen dann ihren Fang streitig machen. Grünstirnspinte gelten als laute und ruffreudige Vögel. Der am häufigsten gehörte Ruf ist ein kurzes wip oder weep, der bei der Begrüßung von Artgenossen langgezogener klingt. Neben verschiedenen trillernden Lauten existiert darüber hinaus ein dezidierter Alarmruf, der in etwa wie tic-ic-ic-ic-ic klingen soll. Alternativ reagieren die Vögel auch mit einem kurzen prrrrng auf Störungen.

## Fortpflanzung

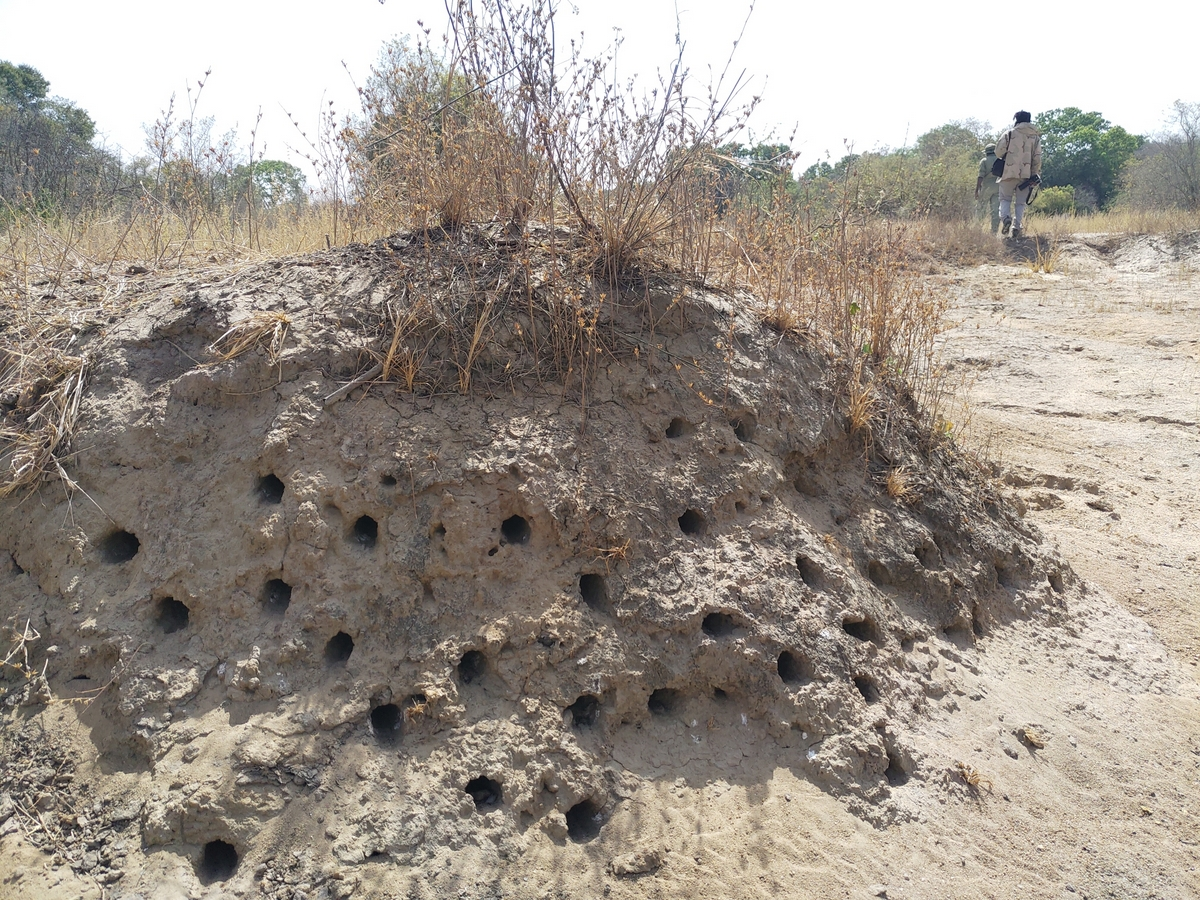
Brutkolonie des Grünstirnspints

Grünstirnspinte brüten in Kolonien aus etwa 5 bis 50 einzelnen Bruthöhlen, die eng gruppiert an Klippen gegraben werden. Häufig liegen zwischen den Eingängen nur circa 10 cm, eine ganze Kolonie kann manchmal nur einen Radius von etwa einem Meter aufweisen. Obwohl die Eiablage erst im Februar oder März stattfindet, werden die Bruthöhlen bereits im September gegraben, da der Untergrund in dieser Zeit noch nicht völlig ausgetrocknet und somit leichter zu bearbeiten ist. Hierzu graben die Vögel eine im Durchschnitt 80 bis 85 cm lange Röhre (festgestellte Extremwerte 56 und 139 cm) mit etwa 6 cm Durchmesser in die Klippe, die in einem Winkel von circa 20° ansteigt. An ihrem Ende wird die eigentliche Brutkammer errichtet, deren Abmessungen in etwa 20 × 15 × 10 cm betragen. Die Eingänge der Bruthöhlen werden von den Vögeln mit der Zeit immer mehr ausgetreten und nehmen eine typische A-Form an. Männchen verbringen viel Zeit mit der Bewachung der Eingänge, um Kopulationen der eigenen Partnerin mit anderen Männchen zu verhindern. Dennoch kommen diese regelmäßig vor, entsprechend werden von den Männchen recht häufig fremde Nachkommen aufgezogen. In der Brutkammer legt das Weibchen in Abständen von einem bis zwei Tagen üblicherweise drei Eier, wobei auch Gelege mit nur einem oder bis zu fünf Eiern vorkommen können. Die Inkubationszeit beträgt 19 bis 21 Tage, wobei die Bebrütung der Eier hauptsächlich durch das Weibchen übernommen wird. Grünstirnspint-Paare werden jedoch auch typischerweise von einem oder mehreren Bruthelfern unterstützt, bei denen es sich häufig um männliche Nachkommen aus früheren Jahren handelt. Auch eng verwandte Vögel, deren eigene Brutversuche fehlgeschlagen sind, kommen als Bruthelfer in Frage. Diese „Brutverbände“ ruhen gelegentlich auch in der Nacht gemeinsam in der Brutkammer. Zwei bis vier untereinander zumeist entfernt verwandte Brutverbände bilden außerhalb der Brutzeit gemeinsam einen Familienclan, der jeweils ein eigenes Jagdrevier verteidigt.

## Verbreitung

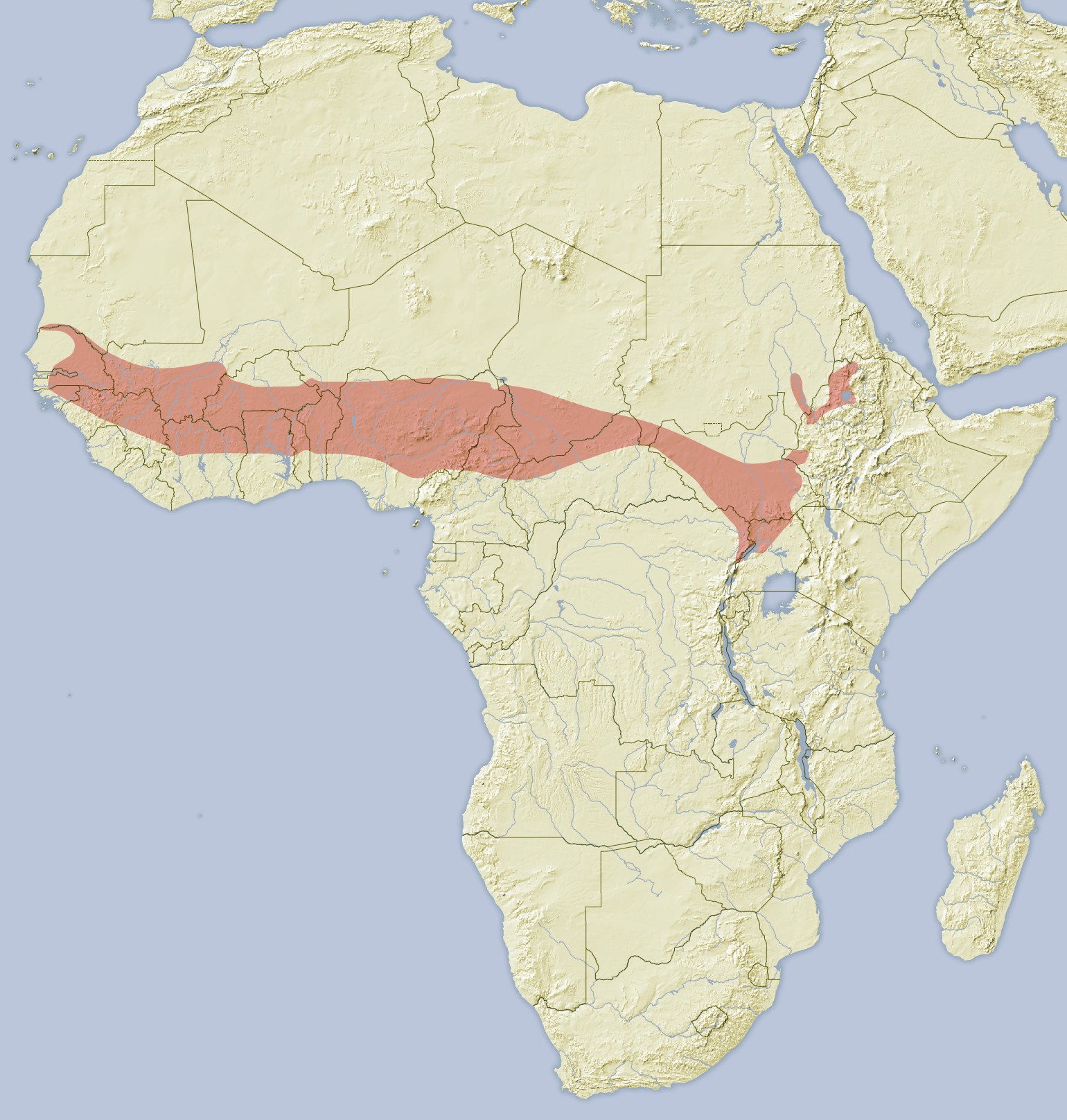
Verbreitungsgebiet des Grünstirnspints

Das Verbreitungsgebiet des Grünstirnspints liegt in den nördlichen Regionen der Afrotropis. Es erstreckt sich als breites Band von den Küstengebieten Senegals, Gambias und Guinea-Bissaus bis in den Südsudan und nach Uganda. Darüber hinaus wird ein kleineres, isoliertes Gebiet im nordwestlichen Äthiopien und südöstlichen Sudan besiedelt. Die Art gilt als strikter Standvogel, der sich ganzjährig kaum mehr als einige hundert Meter von seinen Brutkolonien entfernt. Lediglich am Ende der Brutzeit kann es vorkommen, dass sich die Vögel ein wenig zerstreuen und dann in kleinen Schwärmen von etwa 20 Exemplaren über kurze Strecken umherziehen.

## Gefährdung und Schutzmaßnahmen
In weiten Teilen ihres Verbreitungsgebiets gilt die Art als häufig bis sehr häufig. Beobachtungen während der Brutzeit ergaben je nach Lokalität Populationsdichten von mindestens 21 bis hin zu 90 Individuen pro km². Das Verbreitungsgebiet umfasst mehrere, vergleichsweise gut geschützte Nationalparks, unter anderem in der Elfenbeinküste (Nationalpark Comoé), Kamerun (Kalamalou- und Bénoué-Nationalparks) oder Uganda (Murchison-Falls-Nationalpark). Schätzungen des globalen Bestandes beginnen bei 1,7 mio. Vögeln und reichen bis zu 4 mio. Exemplaren. Folglich stuft die IUCN den Grünstirnspint mit Stand 2016 auf der niedrigsten Gefährdungsstufe least concern ein und stellt eine stabile Bestandsentwicklung fest.

## Systematik

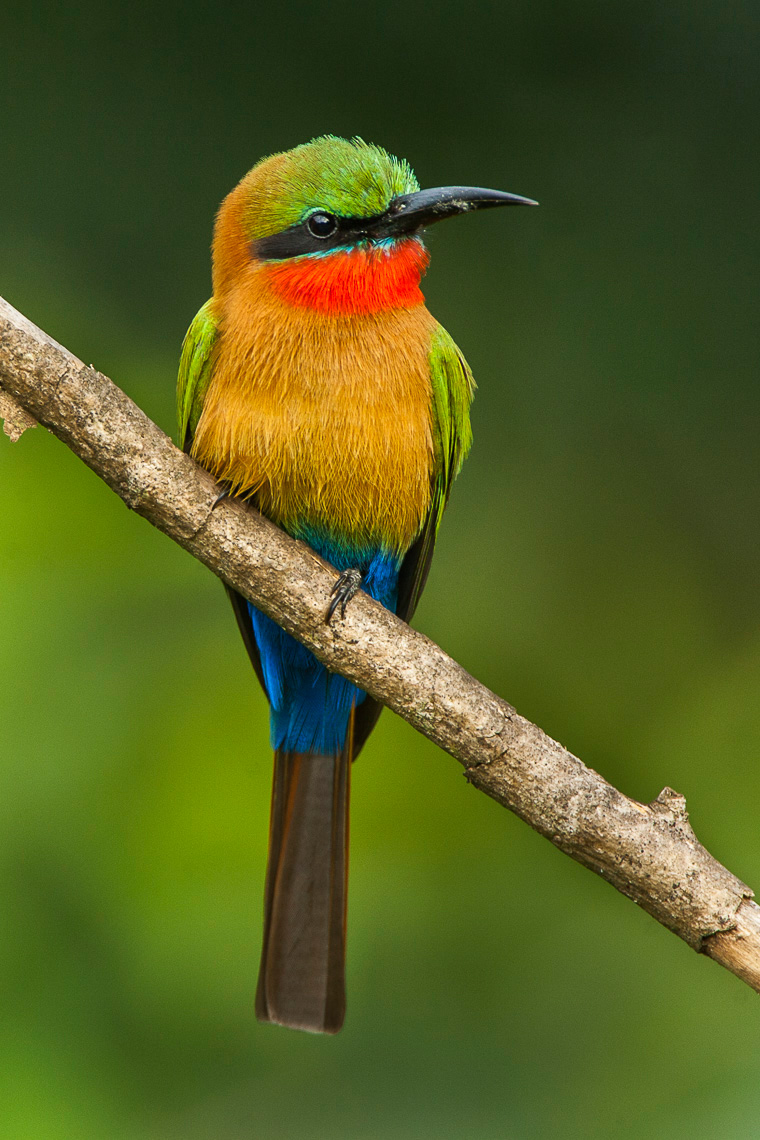
Grünstirnspint der Unterart M. b. frenatus mit blauen Farbakzenten im Gesichtsbereich

Die Erstbeschreibung des Grünstirnspints stammt aus dem Jahr 1817 und geht auf den französischen Naturforscher Louis Pierre Vieillot zurück, der sie in seinem Werk Nouveau dictionnaire d'histoire naturelle veröffentlichte. Gemeinsam mit einer Reihe weiterer Arten mit ähnlichen Merkmalen und ähnlicher Größe wurde der Grünstirnspint eine Zeit lang als Melittophagus bulocki in die Gattung der Feldspinte gestellt, die später jedoch wieder der Gattung Merops zugeordnet wurde. Phylogenetische Analysen sehen den Weißstirnspint (Merops bullockoides), mit dem die Art in der Vergangenheit auch gelegentlich als konspezifisch betrachtet wurde, als Schwesterart des Grünstirnspints. Beide Arten gelten als eher basale Vertreter der Bienenfresser. Darüber hinaus spekulierten Forscher in der Vergangenheit, ob die nigerianische Population ohne roten Kinnbereich möglicherweise eine eigene Art Merops boleslavskii darstellen könnte. Diese Auffassung konnte sich in der Fachwelt jedoch nicht durchsetzen. Innerhalb der Art Merops bulocki werden aktuell zwei Unterarten als gültig betrachtet, die sich hinsichtlich der Gefiederfärbung im Gesichtsbereich unterscheiden:
- M. b. bulocki Vieillot, 1817 – Die Nominatform bewohnt den westlichen Teil des Verbreitungsgebiets von Senegal bis zum Einzugsgebiet des Flusses Schari im Tschad und der Zentralafrikanischen Republik.[5]
- M. b. frenatus Hartlaub, 1854 – Verbreitet vom Süden des Sudan und dem Norden der Demokratischen Republik Kongo bis in den Nordwesten Ugandas und den Westen Äthiopiens.[6] Diese Form unterscheidet sich durch eine subtil andere Farbgebung im Gesichtsbereich. So zeigen sich an der Stirn, über den Augen sowie unterhalb des schwarzen Augenstreifs jeweils blassblaue Farbakzente.[1]